# デーモン小暮 ニッポン全国 ラジベガス
デーモン小暮 ニッポン全国 ラジベガス（デーモンこぐれ ニッポンぜんこく ラジベガス）は、ニッポン放送をキーステーションに生放送していたラジオ番組。「ニッポン全国ラジベガス」シリーズの1つにあたる。放送時間は毎週月曜日 - 金曜日の22:00 - 24:00（ただしナイター中継延長時には飛び乗りとなる放送局もあり）。2005年3月28日開始、2005年9月30日終了。

## 概要
- 毎日、その日に送られたメールやファックスの投稿者の中から抽選で明治製菓（現在の明治）のガム、キシリッシュ1か月分（15個入り1ケース）がプレゼントされる。
- 前番組HOT'n HOT お気に入りに追加!で放送されていたニュースは、この番組では4月22日までは放送されていなかったが（地震情報や大きなニュースが入ってきた場合のみ、速報で伝えられた。）2005年4月25日から9月30日まで、22時台に「今日の人間界」として、ニュース項目だけ、放送された。
- ニッポン放送のみ、22:30頃（明治製菓）と23:15頃（フジサンケイ ビジネスアイ）の提供クレジットは放送開始当初は同局アナウンサーの川野良子（現在はフジテレビアナウンサー）が紹介していたが、その後デーモン小暮閣下（現在はデーモン閣下）本人が紹介するクレジット「この時間はフジサンケイ ビジネスアイの提供で送ってやるものである」（オールナイトニッポンと同様）に変わった（ただし、閣下が休みの際には各曜日の女性パートナーが紹介する）。
- デーモン小暮閣下はミサ（コンサート）ツアーなど多忙を理由に帯での担当に難色を示していて、2005年9月30日の放送をもって、パーソナリティを降板。また木曜日パートナーの佐藤江梨子も降板。2005年10月3日からは新たに東貴博をパーソナリティに「東貴博 ニッポン全国 ラジベガス」として放送を開始。

## メインパーソナリティ
- デーモン小暮閣下（元聖飢魔IIリーダー）

## 女性パートナー
- 月曜 - 犬山イヌコ
- 火曜 - 魚住りえ（元日本テレビアナウンサー、番組初期では「うおえ」、後期では「ウオベエ」と呼ばれていた。）
- 水曜 - 島崎和歌子（番組内ではなぜか「ワカパイ」と呼ばれていた。（※閣下の「吾輩」にかけて。）
- 木曜 - 佐藤江梨子
- 金曜 - 友近

## タイムテーブル
- 22:00 オープニングトーク・タイトルコール
- 22:10 今日の人間界
- 22:20 メール・ファックスのテーマ発表
- 22:28 交通情報（九段センター）＜大型連休時のみ＞
- 22:30 曜日別コーナーI
  - 月曜日 夜の語源塾
  - 火曜日 あの前の日に帰りたい
  - 水曜日 奥様にはツノがある
  - 木曜日 こんな時リクエスト〜あなたならどうする〜
  - 金曜日 日比谷総合研究所
- 22:50プロ野球速報
- 23:00 曜日別コーナーII
  - 月曜日
  - 火曜日 悪魔の60秒
  - 水曜日 和歌子の部屋
  - 木曜日 衝撃告白!ニッポン列島23時
  - 金曜日 ラジエモンのBad Choice Collection!（友近リビング）
- 23:10 メール紹介
  - 第2、4木曜日の22:10 明日のフジサンケイ ビジネスアイ
- 23:33 交通情報（九段センター）＜大型連休時のみ＞
- 23:40 今夜もラジベガス
  - 月曜 これより三役
  - 火曜 悪魔の道しるべ
  - 水曜 正直なところどうでもいい
  - 木曜 海外からのふつおた
  - 金曜 キャラクター川柳（はがきのみの投稿）
- 23:50 メジャーリーグ情報
- 23:53 今日の当選者発表・エンディング
- 23:57 穴埋め用洋楽（フィラーの使い回し）

## 主なコーナー

### 22時台
- 今日の人間界…面白いニュースを項目だけ放送。アナウンスは火曜日以外ニッポン放送の報道部デスクが担当、火曜日はパートナーの魚住りえが担当した。
- 曜日別コーナー
  - 月曜日 夜の語源塾…普段何気なく使っている日本語のルーツがどこにあるのかということについて、デーモン小暮閣下が「金田一伝衛門」となってリスナーから投稿された語源について評論する。
  - 火曜日 あの前の日に帰りたい…失敗談など、もしあの時こうしていたら…ということをリスナーから募集し、デーモン小暮閣下が独特の語り口調で紹介するコーナー。
  - 水曜日 奥様にはツノがある…奥様からツノが出た理由、ツノが出た後のきつい言動や仕打ちなどをこっそり打ち明けるコーナー。既婚の男性リスナーから募集し、紹介する。
  - 木曜日 こんな時リクエスト〜あなたならどうする〜…毎回セリフを紹介し、次週までにそのセリフに合うBGMを募集する。コーナー始めにはいしだあゆみの「あなたならどうする」が使用された。
  - 金曜日 日比谷総合研究所…毎週一つの事柄について着目して、リスナーに紹介するコーナー。
- プロ野球速報…曜日別の女性パートナーが当日のプロ野球の試合結果を発表。水曜のみ吉田尚記が担当。

### 23時台
- 和歌子の部屋（水曜日）…島崎和歌子のその日気になった事を紹介するミニコーナー。
- 衝撃告白!ニッポン列島23時（木曜日）…リスナーからその日に起きた衝撃な出来事を募集し、紹介する。
- ラジ衛門のBad Choise Collection!（金曜日）…友近を司会役、デーモン小暮閣下をゲスト役にテレビショッピング風の形式で進行するミニコーナー。
- 明日のフジサンケイ ビジネスアイ…（木曜日）毎月2回、フジサンケイ ビジネスアイの新聞記者が登場し、放送翌日に発行する新聞の記事をいち早く紹介してくれる。
- 今夜もラジベガス…日替わりのネタコーナーで、その日の最優秀作品の投稿者にはファンタ1ケース分（24本入り）をプレゼントされていたが、6月30日をもってスポンサーが降板したため、7月以降は基本的にはプレゼントはなかった。
  - 月曜日 これより三役…色々な人・物・事など、この部門ベスト3はコレだろうなと思うことを大相撲の小結、関脇、大関の三役に当てはめるコーナー
  - 火曜日 悪魔の道しるべ…失敗談、相談などを悪魔、デーモン小暮閣下に相談するコーナー。
  - 水曜日 正直なところどうでもいい…正直なところどうでもいいと思うことを募集し、紹介するコーナー。
  - 木曜日 海外からのふつおた…あたかも海外で聞いているという前提で募集し、日本のこういう所がおかしいということを指摘するコーナー。
  - 金曜日 キャラクター川柳…色々なキャラクターの気持ちを、そのキャラクターに代わってその気持ちを川柳にして紹介するというコーナー。このコーナーは、はがきのみの投稿。コーナー末期では、送られてくるネタのほとんどが5.7.5でなくなり、ただの文章と化してしまった。
- メジャーリーグ情報…ニッポン放送メジャーリーグ担当アナウンサーがその日1日のメジャーリーグの情報を紹介。事前収録。

## 途中で終了したコーナー
- 叫べるスナック ベガス（月 - 金曜）
- 省略してはいかんのだ（水曜日）
  - 前の週にお題が発表され、省略していない正式な名前としてあいうえお作文にする。
- そうだったらいいのにな川柳（金曜）…スポンサーのファンタの降板により、打ち切り。
- 黒のおたべ（月曜）
  - 黒のおたべのCMをつくるコーナー。2005年5月1日から一ヶ月間おたべの一部店舗で「ラジベガスを聞いた」と言うと夏のおたべをもらえた。

## スペシャルウィーク
- いまこそラジオ〜人気パーソナリティー総登場（2005年4月11日 - 4月15日）
- パートナーがブッキング!お友達ゲスト総登場（2005年4月18日 - 4月22日）
- 芸能界大物講師が教えます!大人の趣味講座（2005年6月20日 - 7月1日）
- 達人さんいらっしゃ〜〜い！大人の趣味講座 真夏のカーニバル（2005年8月15日 - 8月28日）

## 行方不明の上田君
今日の人間界のコーナーで明徳義塾高校の不祥事のため高知高校が甲子園大会に繰り上げ出場するというニュースを取り扱った際、デーモン閣下の「突然甲子園出場が決まったが、旅行などで連絡の取れない選手がいるのではないか？」という発言に対し、あるリスナーから「三年生の上田勝というレフトの選手が自転車で日本一周の旅に出かけていて連絡が取れない」という投稿が届いた。
これを聴いていた別のリスナーが翌日の高田文夫のラジオビバリー昼ズに上記の内容を投稿し、「行方不明の上田君」の話が全国的に広まったが、高知高校の野球部には上田という選手は在籍しないということが発覚し、ガセネタであることが分かった。

## 代理
- デーモン閣下がミュージカル「シンデレラ・ストーリー」出演のため、2005年5月16日 - 6月3日は以下の様な形で代理パーソナリティが務めた。
  - 月曜日…5月16日は「よゐこ ニッポン全国 ラジベガス」として、よゐこの2人が代理を担当。（5月23日、5月30日は通常放送。）
  - 火曜日…5月17日、5月24日、5月31日はキャイ〜ンの天野ひろゆきが代理を担当。（後半に閣下本人が来たためタイトルは通常通り。なお天野ひろゆきは23時台はゲストとして出演。ちなみに天野は1995年に半年間、22時台の番組、「キャイ〜ン天野ひろゆきのMEGAうま!ラジオバーガー!!」を担当したことがある。）
  - 水曜日…5月18日、5月25日、6月1日は「木村祐一 ニッポン全国 ラジベガス」として、木村祐一が代理を担当。（5月18日はパートナーの島崎和歌子も体調不良のため番組を休み、代理を冨田のりこが担当。それ以降は木村・島崎のコンビで放送。）
  - 木曜日…5月19日、5月26日、6月2日はパックンマックンの2人が代理を担当。（後半に閣下本人が来たためタイトルは通常通り、なおパックンマックンは23時台はゲストとして出演。）
  - 金曜日…5月20日、5月27日、6月3日は「友近 ニッポン全国ラジベガス」として金曜パートナーの友近がメインに、パートナーを吉田尚記が担当。
- 2005年6月24日（金）はデーモン閣下が急病による体調不良のため、この日はパートナーの友近のみが担当し「友近 ニッポン全国ラジベガス」となった。
- 2005年8月1日（月）〜8月3日（水）もデーモン閣下は休み。代理として1日は大槻ケンヂ、2日は東貴博、3日はラサール石井が担当する。
- 2005年8月8日（月）はパートナーの犬山イヌコが舞台のため番組を休み、代理を観月ありさが務める。
- 2005年8月10日（水）はパートナーの島崎和歌子が番組を休み、代理を大林素子が務める。

## ネット局
| STVラジオ | 青森放送   | IBC岩手放送（※） | 山形放送   | ラジオ福島      |
| 茨城放送  | 信越放送   | 山梨放送         | 北陸放送   | 福井放送        |
| 静岡放送  | 東海ラジオ | KBS京都          | ラジオ関西 | 和歌山放送      |
| 山陰放送  | 山口放送   | 西日本放送       | 高知放送   | KBC九州朝日放送 |
| 長崎放送  | 熊本放送   | 大分放送         | 宮崎放送   |                 |

- （※）IBC岩手放送では金曜日に限り23:00 - 24:00の短縮放送。
- 以前「HOT'n HOT お気に入りに追加!」を放送していた北日本放送は放送番組をTBSラジオの「BATTLE TALK RADIO アクセス」などに変更。
- 逆に信越放送は月曜のみ実施していた「BATTLE TALK RADIO アクセス」のネットから離脱、同時間帯は月 - 金曜全てニッポン放送からのネットに一本化された。
- ネット局によって、ナイター中継を23時台の試合終了まで打ち切りなしで放送した影響で、ラジベガスの放送が中止になった日があった。